# Antoni Różycki
Antoni Leonard Różycki (ur. 31 maja 1885 w Augustowie, zm. 5 lutego 1967 w Warszawie) – polski aktor teatralny i filmowy, dyrektor teatru.

## Życiorys
Urodził się w rodzinie Józefa, burmistrza Łukowa, później prezydenta Siedlec, oraz Zofii Różyckich. Uczęszczał do gimnazjum w Siedlcach, gdzie występował w teatrze szkolnym. Był wolnym słuchaczem filozofii na Uniwersytecie Jagiellońskim. W 1905 ukończył Klasę Dramatyczną przy Warszawskim Towarzystwie Muzycznym i został zaangażowany do teatru w Łodzi. W latach 1906–1908 występował w Teatrze Małym w Warszawie, w latach 1908–1910 w Teatrze Miejskim w Krakowie, w latach 1910–1911 w Teatrze Polskim w Łodzi, w latach 1911–1912 w Teatrze Zjednoczonym w Warszawie. W sezonie 1912/13 występował początkowo w warszawskim Teatrze Małym, a od marca 1913 w zespole farsy Warszawskich Teatrów Rządowych (Letni, Nowy). Od sierpnia 1915 do wiosny 1916 był w Zarządzie Zrzeszenia Farsy WTR. Od połowy kwietnia 1916 zaczął występować w warszawskim Teatrze Rozmaitości. W latach 1919–1921 występował w zespole Reduty, i ponownie w Teatrze Rozmaitości. Na sezony 1921/22 i 1922/23 zaangażował go Arnold Szyfman do Teatru Polskiego i Małego. W latach 1923–1932 występował w warszawskich Teatrach Miejskich (od 1931 pod zarządem zrzeszenia aktorów), głównie w Teatrze Letnim i Teatrze Narodowym. Równocześnie w 1925 występował w nocnym teatrze Szkarłatna Maska w Warszawie, a w styczniu 1928 reżyserował program rewiowy „Confetti” w teatrze Nowe Perskie Oko. Od maja 1932 występował w warszawskim Teatrze Małym, w sezonie 1932/33 w Teatrze Nowym w Poznaniu. Następnie grał w warszawskich teatrach: Kameralnym (od maja 1932), Letnim (od sierpnia 1932), Narodowym (w sezonie 1933/34). Od 1934 do 1939 występował na scenach pod zarządem TKKT (głównie w Teatrze Narodowym, Nowym i Letnim).

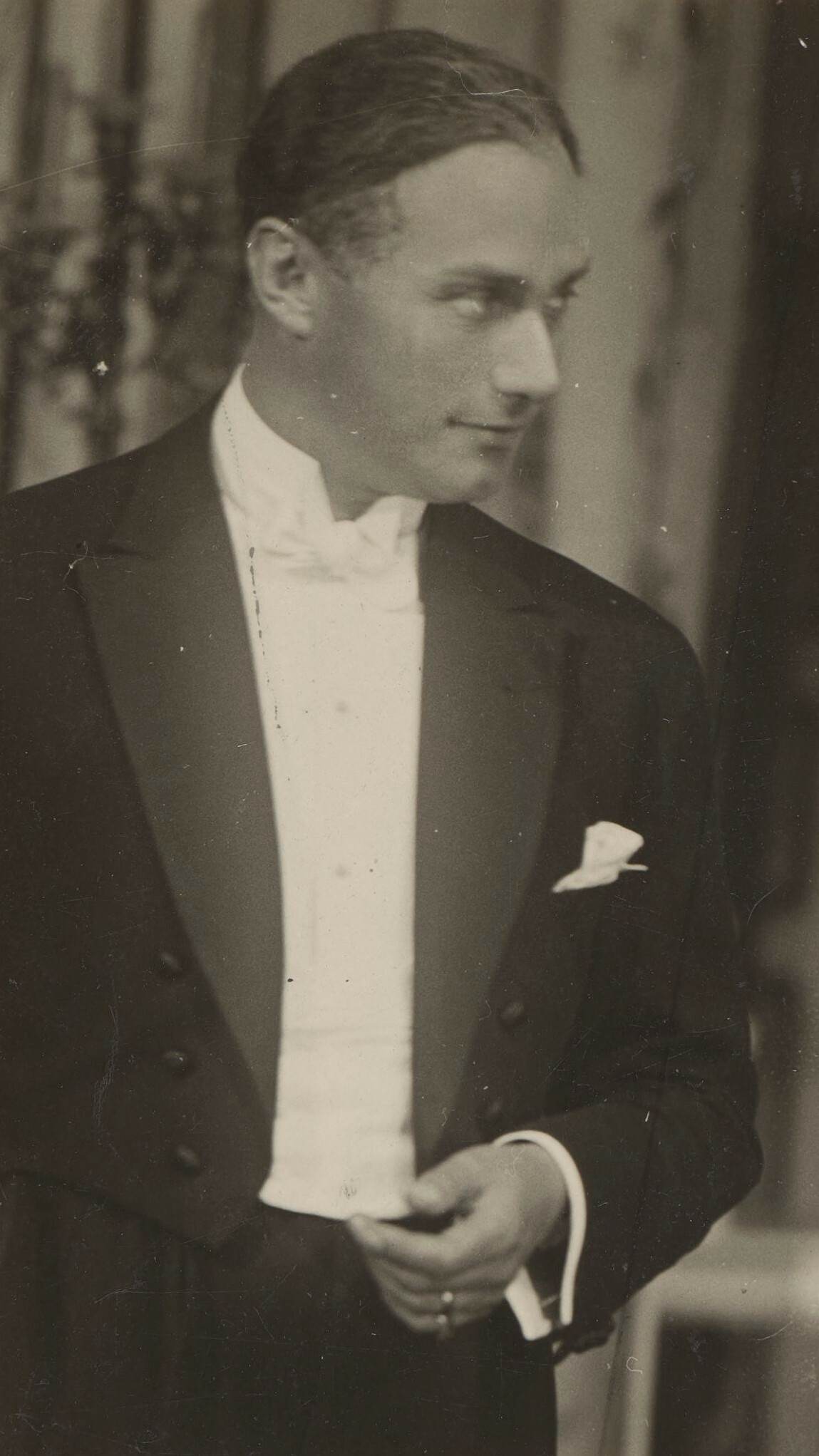
Antoni Różycki w 1928.

Podczas okupacji niemieckiej w teatrze nie występował. Pracował jako kelner w warszawskich kawiarniach „Mon Cafe” i „U Aktorek”. Po powstaniu wysiedlony z Warszawy, zamieszkał w Końskich.
Od 5 marca 1945 do 30 maja 1947 sprawował funkcję dyrektora Teatru Miejskiego w Lublinie, oraz grał i reżyserował w tym teatrze. Po powrocie do Warszawy na sezon 1947/48 zaangażował się do Miejskich Teatrów Dramatycznych, w sezonie 1948/49 występował w Teatrze Klasycznym, a także w kabarecie literackim „Ani Be ani Me”. Od jesieni 1949 do końca życia należał do zespołu Teatru Polskiego w Warszawie.
Grał w filmach, współpracował z Teatrem Polskiego Radia. Jako pedagog pracował w okresie międzywojennym ze szkołami teatralnymi. Był członkiem zasłużonym SPATiF-ZASP. W 1955 za całość pracy aktorskiej otrzymał Nagrodę Państwową II stopnia.
Dwukrotnie żonaty. Był mężem Marii Dunikowskiej z domu Fertner, potem Marii Fickiej.
Zmarł w Warszawie, pochowany na cmentarzu Powązkowskim (kwatera 24-2-13).

## Filmografia
- 1916: Chcemy męża

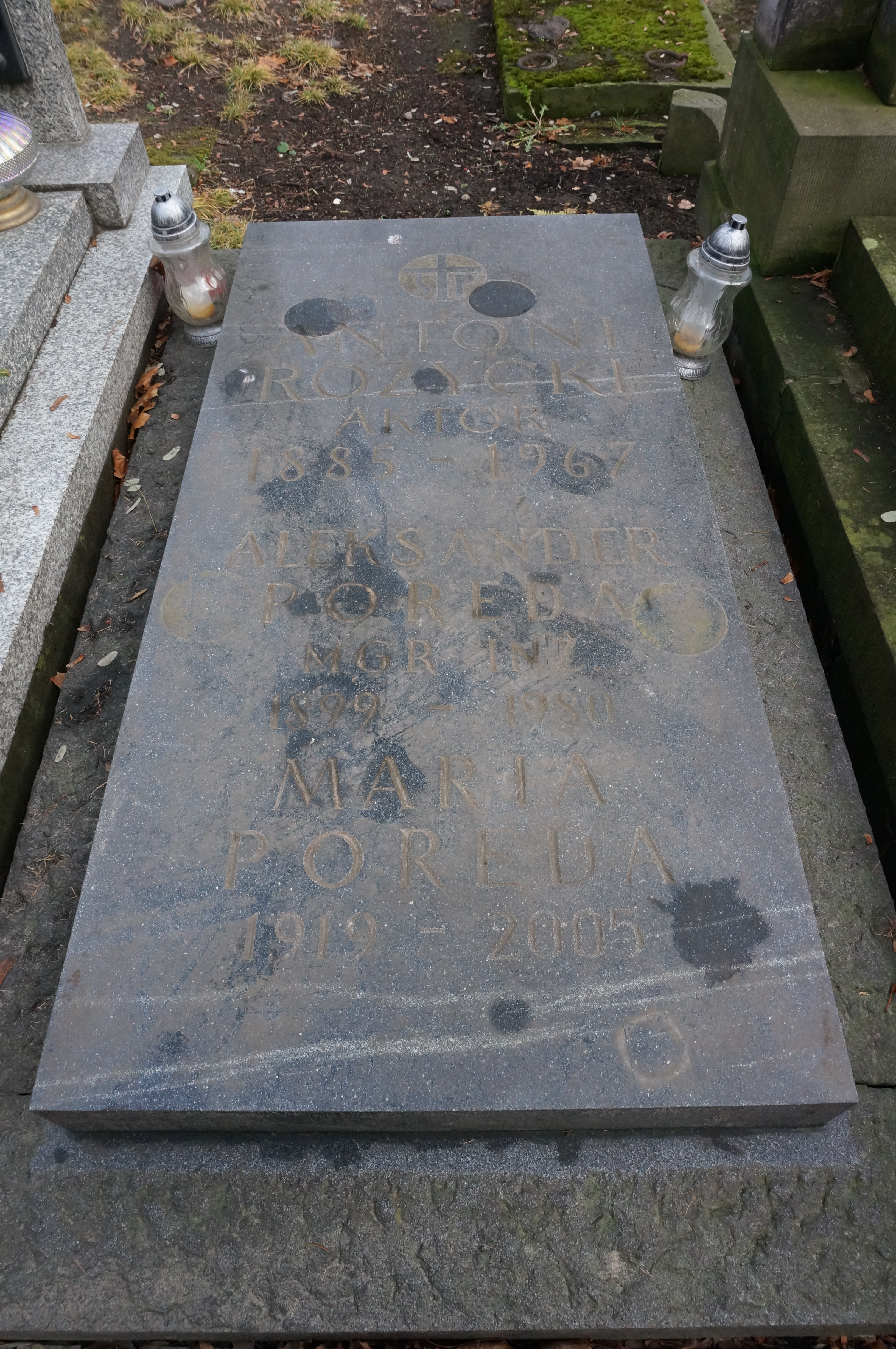
Grób Antoniego Różyckiego na cmentarzu Powązkowskim

- 1918: Mężczyzna − narzeczony Haliny
- 1932: Sto metrów miłości
- 1933: Pod Twoją obronę − delegat szefa lotnictwa
- 1934: Czarna perła − Grzeszczyński, szef gangu
- 1935: Dzień wielkiej przygody − kapitan straży granicznej
- 1936: Pan Twardowski − dworzanin
- 1936: Wierna Rzeka
- 1937: Dorożkarz nr 13 − hrabia Wolski
- 1937: Dziewczęta z Nowolipek − publicysta Mikołaj Szubow
- 1937: O czym marzą kobiety − aferzysta Lewaso
- 1938: Królowa przedmieścia − mecenas Złotogórski

## Ordery i odznaczenia
- Złoty Krzyż Zasługi (25 marca 1938)[3]
- Krzyż Oficerski Orderu Odrodzenia Polski (11 lipca 1955)[4]
- Krzyż Kawalerski Orderu Odrodzenia Polski (10 maja 1947)[5]
- Medal 10-lecia Polski Ludowej (19 stycznia 1955)[6]